# Maggie & Bianca Fashion Friends
Maggie & Bianca Fashion Friends è una serie televisiva italiana.
La prima stagione è andata in onda su Rai Gulp alle ore 20:10 divisa in due parti: la prima parte è stata trasmessa dal 29 agosto al 10 settembre 2016; la seconda parte dal 22 settembre al 28 settembre 2016. La seconda stagione è andata in onda su Rai Gulp alle ore 20:00 divisa in due parti: la prima parte è stata trasmessa dall'11 gennaio al 17 gennaio 2017; la seconda parte dal 12 febbraio al 18 febbraio 2017. La terza stagione è andata in onda su Rai Gulp alle ore 20:15 divisa in due parti: la prima parte è stata trasmessa dal 18 settembre al 26 settembre 2017; la seconda parte dal 26 novembre al 2 dicembre 2017.

## Trama

### Prima stagione
Maggie Davis è un'eccentrica adolescente proveniente dagli USA che vince una borsa di studio per frequentare la Milano Fashion Academy, una prestigiosa scuola di moda a livello internazionale. Per Maggie è un sogno che diventa realtà: la più grande aspirazione della ragazza, infatti, è quella di diventare un'affermata fashion designer. Bianca Lussi, invece, è l'altezzosa figlia di un ricco magnate italiano attivo nell'industria della moda. Poiché dovrà prendere in mano le redini dell'azienda di famiglia, il destino di Bianca è già scritto: deve frequentare la scuola di moda a scapito di ciò che più ama, la musica. Maggie e Bianca si ritrovano così a condividere la camera all'Accademia di Moda di Milano, ma il loro incontro è un vero e proprio scontro, per via del fatto che provengono da realtà totalmente diverse e a causa dei caratteri l'uno l'opposto dell'altro. Ciò le porterà spesso a rivaleggiare, ma anche a conoscersi meglio; malgrado le diversità, con il tempo Maggie e Bianca impareranno ad apprezzarsi a vicenda, fino ad instaurare un profondo legame. Infatti, insieme a degli amici, formeranno una band chiamata The MoodBoards, che permetterà loro di esprimere i propri talenti musicali. Una successione di personaggi accompagnerà Maggie e Bianca nella vita quotidiana: Jacques, l'ereditiere di un grande tycoon dell'industria della moda, Quinn, un talentuoso aspirante fotografo, Nausica, l'arpia del gruppo pronta a tutto pur di vincere, Yuki, una bizzarra aspirante fashion designer, Edu, avvenente modello, ma senza cervello e, infine, Leo, un giovane miliardario che pensa di poter acquistare tutto con i soldi. Nel corso della serie si paleseranno diversi interessi amorosi tra i personaggi, anche se non tutti quanti si evolveranno durante la prima stagione; oltre ad Edu e Yuki, che pur non avendo una relazione vera e propria, ammettono più volte di piacersi a vicenda, vi è un graduale avvicinamento sia tra Maggie e Jacques che tra Bianca e Quinn. Un intreccio di avvenimenti, infine, porterà le protagoniste ad una scioccante scoperta che cambierà per sempre la vita di entrambe.

### Seconda stagione
La seconda stagione inizia col ritorno del gruppo di amici alla Milano Fashion Academy per il secondo anno scolastico. Alla scuola di moda, inoltre, giungeranno gli avversari dei MoodBoards: Susan, Felipe ed Andrew, che insieme formano una band chiamata The CoolGhost, più rock, punk, cinica ed insensibile rispetto ai giovani protagonisti. La rivalità tra MoodBoards e CoolGhost sarà davvero accesa, soprattutto perché ciascuna band dovrà preparare un vero e proprio musical da portare in scena al Teatro Sistina di Roma, ma soltanto il gruppo che avrà realizzato lo show migliore salirà sul palco. Naturalmente, non mancheranno gli intrecci amorosi tra MoodBoards e CoolGhost. Maggie si ritroverà in crisi per via di Jacques, per cui lei ha sempre avuto una cotta, in contrapposizione ad Andrew, carismatico e con molti interessi in comune con lei. Bianca, invece, si renderà conto che lei e Quinn sono troppo diversi per poter essere felici insieme e rimane affascinata da Felipe, odioso, ma insopportabilmente affine a lei. I protagonisti, inoltre, si ritroveranno di fronte a prove scolastiche ardue ed ambiziose, tra cui la realizzazione di un'intera testata di una rivista di moda, i preparativi per il gran gala alla Milano Fashion Academy e la vincita di uno stage presso una prestigiosa casa di moda italiana. Intanto, Maggie e Bianca affronteranno un periodo piuttosto critico: se dopo il loro primo incontro-scontro avevano imparato ad apprezzarsi a vicenda, al termine della prima stagione apprendono di essere sorellastre e tale realtà renderà il loro rapporto molto più contrastante che in precedenza. Le protagoniste vivranno in trincea per buona parte della seconda stagione, ma, con il tempo, si renderanno conto che non ha senso farsi la guerra e si alleeranno per impedire ai propri genitori di innamorarsi di nuovo. Infine, malgrado continueranno ad essere assolutamente incompatibili, Maggie e Bianca ritroveranno e rafforzeranno il loro inevitabile legame.

### Terza stagione
L'inizio della terza stagione corrisponde a quello del terzo anno scolastico per i giovani protagonisti alla Milano Fashion Academy. Maggie e Bianca si ritroveranno ad affrontare un ultimo anno scolastico pieno di sorprese; Alberto crede che la storia con Rachel meriti una nuova chance e lei è emozionata all'idea della famiglia allargata, così, annunciano alle proprie figlie che andranno a vivere insieme negli USA, dove tutto è cominciato. Le protagoniste, naturalmente, si rifiutano di abbandonare gli amici e la scuola, quindi, per poter restare a Milano, dovranno imparare a cavarsela da sole e lavorare per mantenersi gli studi. Maggie e Bianca, oltre a ciò, si ritroveranno ad affrontare i preparativi per il tour musicale dei MoodBoards, che prevede un concerto iniziale, cinque clip musicali ed un live show finale, per cui gli studenti del terzo anno dovranno creare degli abiti all'altezza del nome della scuola; il tema sarà quello della magia dell'infanzia. La terza stagione, inoltre, marcherà l'arrivo alla Fashion Academy di Eloise, una nuova studentessa che prenderà il posto di Yuki, oltre che all'arrivo sul web di Spy Number 1, una "gossippara" che cercherà di rovinare le vite dei protagonisti, in particolare, intromettendosi tra Maggie e Jacques. La protagonista si renderà conto che il ragazzo non è più lo stesso e che la sta tenendo all'oscuro di qualcosa, così che il rapporto tra i giovani innamorati s'incrinerà sempre di più. Intanto, grazie a Felipe, Bianca avrà la possibilità di firmare un contratto vero e proprio con un agente discografico. Ciò, tuttavia, porrà la protagonista davanti a un bivio: partire con il ragazzo e diventare una cantante di successo oppure restare con i MoodBoards e continuare la tournée. Infine, una sorpresa inaspettata attenderà Maggie e Bianca.

## Personaggi e interpreti
- Maggie Davis (stagioni 1-3), interpretata da Emanuela Rei
- Bianca Lussi (stagioni 1-3), interpretata da Giorgia Boni
- Jacques Bertrand (stagioni 1-3), interpretato da Sergio Ruggeri
- Quinn O'Connor (stagioni 1-3), interpretato da Luca Murphy
- Eduard "Edu" Zonte (stagioni 1-3), interpretato da Sergio Melone
- Nausica Bianchetti (stagioni 1-3), interpretata da Federica Corti
- Yuki Abe (stagioni 1-2), interpretata da Tiffany Zhou
- Eloise Gale (stagione 3), interpretata da Maria Luisa De Crescenzo
- Leonardo "Leo" García (stagione 1), interpretato da Federico Pedroni
- Felipe Ramírez (stagioni 1-3), interpretato da Paolo Fantoni
- Andrew Moore (stagioni 1-3), interpretato da Jody Cecchetto
- Susan Grave (stagioni 1-2), interpretata da Simona Di Bella
- Preside Riccardo Maffei (stagioni 1-3), interpretato da Alvaro Gradella
- Professoressa Alison Tucker (stagioni 1-3), interpretata da Elia Nichols
- Professor Marco Ferrari (stagione 1), interpretato da Simone Lijoi
- Professor Ruggero Falques (stagioni 2-3), interpretato da Giovanni Bussi
- Zio Max (stagioni 1-3), interpretato da Walter Leonardi
- Dolores Cortés (stagioni 1-2), interpretata da Clelia Piscitello
- Rachel Davis (stagioni 1-3), interpretata da Greta Bellusci
- Alberto Lussi (stagioni 1-3), interpretato da Paolo Romano
- Tancredi Lombardi (stagioni 1/3), interpretato da Gianni Garko

## Episodi
La serie TV è suddivisa in tre stagioni di 26 episodi dalla durata di 24 minuti; è andata in onda su Rai Gulp, a partire dal 29 agosto 2016 fino al 2 dicembre 2017.
| Stagione         | Episodi | Episodi | Prima puntata     | Ultima puntata    |
| ---------------- | ------- | ------- | ----------------- | ----------------- |
| Prima stagione   | 26      | 13      | 29 agosto 2016    | 10 settembre 2016 |
| Prima stagione   | 26      | 13      | 22 settembre 2016 | 28 settembre 2016 |
| Seconda stagione | 26      | 13      | 11 gennaio 2017   | 17 gennaio 2017   |
| Seconda stagione | 26      | 13      | 12 febbraio 2017  | 18 febbraio 2017  |
| Terza stagione   | 26      | 13      | 18 settembre 2017 | 26 settembre 2017 |
| Terza stagione   | 26      | 13      | 26 novembre 2017  | 2 dicembre 2017   |

### Speciali TV
Il primo episodio speciale riassume brevemente la prima stagione ed è andato in onda su Rai Gulp il 14 settembre 2017. Il secondo episodio speciale riassume brevemente la seconda stagione ed è andato in onda su Rai Gulp il 15 settembre 2017.
| Titolo                      | Prima TV          |
| --------------------------- | ----------------- |
| Un anno super Go.Zy.        | 14 settembre 2017 |
| Un palco tra sogno e realtà | 15 settembre 2017 |

### Film TV
I film per la TV, andati in onda su Rai Gulp nel weekend precedente alla prima TV della terza stagione, raccontano ciascuno una storia inedita ambientata prima degli avvenimenti della terza stagione.
| Titolo             | Prima TV          |
| ------------------ | ----------------- |
| Ricordi in vendita | 16 settembre 2017 |
| Operazione Parigi  | 17 settembre 2017 |

## Merchandising
Il successo della serie TV ha permesso di produrre una gran quantità di merchandising ufficiale disponibile in commercio in Italia, tra cui giochi e giocattoli, libri, articoli da cancelleria, bijoux, cosmetici, una linea di abbigliamento, la chitarra classica ed il magazine a cadenza mensile con gadget in allegato. Il magazine è stato esportato anche in Germania. Inoltre, sono stati pubblicati cinque romanzi tratti alla serie televisiva; il primo racconta le vite di Maggie e Bianca prima che s'incontrassero alla Milano Fashion Academy mentre i restanti quattro raccontano le avventure della prima stagione. Il primo romanzo è stato esportato anche in Francia.
Il 26 gennaio 2017 è stata rilasciata un'app per Android e iOS dedicata alla serie chiamata Selfie Sticker.

### Home video
La prima stagione è stata pubblicata in DVD, dapprima in edizione da edicola da Tridimensional, dopodiché in edizione da videoteca da Koch Media.
L'edizione da edicola, pubblicata tra aprile e giugno del 2017, è formata da 3 volumi, ciascuno contenente 2 DVD; un disco include gli episodi della serie TV, mentre l'altro dei bonus, tra cui il backstage della serie televisiva ed i clip musicali dei MoodBoards.
L'edizione da videoteca, invece, pubblicata a maggio 2017, è formata da 2 volumi, ciascuno contenente 2 DVD, o, in alternativa, un box da collezione.
La prima stagione è disponibile in DVD anche sul mercato tedesco
 e su quello francese.

### Discografia
La sigla di testa della serie TV è Fashion Friends, la sigla di coda è Come le star; entrambe sono state interpretate da Emanuela Rei e Giorgia Boni. La maggior parte dei brani musicali della serie televisiva sono in inglese, ad eccezione di Come le star, che è in italiano ma di cui è stato realizzato anche un adattamento in inglese, Be Like Stars, oltre che di A tutto volume, Un piccolo Big Bang e Noi siamo così, gli adattamenti in italiano rispettivamente di I Will Sing, Out There e We Are Alive, che sono in inglese.
Il primo album della serie, intitolato "Come le star", è stato pubblicato il 31 marzo 2017 da Sony Music. È stato esportato anche in Germania il 21 luglio 2017, con il titolo "Be Like Stars".
Il secondo album, "Hands Up", è stato pubblicato il 15 settembre 2017 da Sony Music. È stato esportato anche in Germania il 13 aprile 2018.

## Live

### Live Event
Il primo evento dal vivo interamente dedicato alla serie TV è stato annunciato la prima volta nel marzo del 2017 dall'home page ufficiale della serie televisiva, con titolo Maggie & Bianca Fashion Friends - Live Event. Inizialmente era stato progettato per essere un unico evento dal vivo con tappa soltanto a Roma, presso l'Auditorium Conciliazione, il 20 maggio 2017, ma un mese dopo il primo annuncio, avendo il teatro già registrato il sold-out, l'home page ufficiale della serie annuncia una nuova data, il 21 maggio 2017, presso lo stesso posto. Per raggiungere il luogo, entrambi i giorni del Live Event, è stato anche organizzato un autobus, con fermata presso le maggiori città italiane.

### Live Tour
Il successo del Live Event è stato tale da permettere l'inizio di un vero e proprio tour musicale in giro per le maggiori città di Italia, annunciato dall'home page ufficiale nel luglio del 2017. La tournée, intitolata Maggie & Bianca Fashion Friends - Live Tour e sponsorizzata da RDS, è partita da Firenze il 1º ottobre 2017 per poi concludersi a Cremona il 25 marzo 2018. Tra le città in cui ha fatto tappa vi sono: Napoli, Torino, Bari, Roma, Bologna, Catania, Milano, Padova, Brescia, Varese, Mantova e Montecatini Terme.

## Distribuzione internazionale
| Paese              | Canale/i televisivo/i | Prima TV         | Titolo                           | Fonte  |
| ------------------ | --------------------- | ---------------- | -------------------------------- | ------ |
| Italia             | Rai Gulp              | 29 agosto 2016   | Maggie & Bianca Fashion Friends  | [ 1 ]  |
| Brasile            | TV Cultura            | 19 dicembre 2016 | Maggie & Bianca Fashion Friends  | [ 21 ] |
| Francia            | Gulli                 | 4 febbraio 2017  | Maggie & Bianca Fashion Friends  | [ 22 ] |
| Macedonia del Nord | Cител Телевизија      | 25 febbraio 2017 | Меѓи и Бјанка                    |        |
| Romania            | Megamax               | 27 febbraio 2017 | Maggie și Bianca în lumea modei  |        |
| Ungheria           | Megamax               | 27 febbraio 2017 | Maggie és Bianca divatból jeles  |        |
| Rep. Ceca          | Megamax               | 27 febbraio 2017 | Maggie a Bianca módní návrhářky  |        |
| Slovacchia         | Megamax               | 27 febbraio 2017 | Maggie a Bianca módní návrhářky  |        |
| Russia             | Карусель              | 13 marzo 2017    | Мэгги и Бьянка в Академии Моды   | [ 23 ] |
| Regno Unito        | Netflix               | 30 marzo 2017    | Maggie & Bianca Fashion Friends  | [ 24 ] |
| Irlanda            | Netflix               | 30 marzo 2017    | Maggie & Bianca Fashion Friends  | [ 25 ] |
| Australia          | Netflix               | 30 marzo 2017    | Maggie & Bianca Fashion Friends  | [ 26 ] |
| Nuova Zelanda      | Netflix               | 30 marzo 2017    | Maggie & Bianca Fashion Friends  | [ 27 ] |
| Canada             | Netflix               | 31 marzo 2017    | Maggie & Bianca Fashion Friends  | [ 28 ] |
| Stati Uniti        | Netflix               | 1 aprile 2017    | Maggie & Bianca Fashion Friends  | [ 29 ] |
| Albania            | Vizion Plus           | 3 aprile 2017    | Megi dhe Bianka                  |        |
| Germania           | Disney Channel        | 19 giugno 2017   | Maggie & Bianca Fashion Friends  | [ 30 ] |
| Liechtenstein      | Disney Channel        | 19 giugno 2017   | Maggie & Bianca Fashion Friends  | [ 30 ] |
| Austria            | Disney Channel        | 19 giugno 2017   | Maggie & Bianca Fashion Friends  | [ 30 ] |
| Svizzera           | Disney Channel        | 19 giugno 2017   | Maggie & Bianca Fashion Friends  | [ 30 ] |
| Polonia            | Nickelodeon           | 1 luglio 2017    | Maggie i Bianca                  | [ 31 ] |
| Paesi Bassi        | Nickelodeon           | 10 luglio 2017   | Maggie & Bianca Fashion Friends  | [ 31 ] |
| Belgio             | Nickelodeon           | 10 luglio 2017   | Maggie & Bianca Fashion Friends  | [ 31 ] |
| Lussemburgo        | Nickelodeon           | 10 luglio 2017   | Maggie & Bianca Fashion Friends  | [ 31 ] |
| Thailandia         | Netflix               | 31 agosto 2017   | Maggie & Bianca Fashion Friends  | [ 32 ] |
| Singapore          | Netflix               | 31 agosto 2017   | Maggie & Bianca Fashion Friends  | [ 33 ] |
| Spagna             | Netflix               | 31 agosto 2017   | Maggie & Bianca Fashion Friends  | [ 34 ] |
| Israele            | Netflix               | 1 settembre 2017 | Maggie & Bianca Fashion Friends  | [ 35 ] |
| Taiwan             | Netflix               | 1 settembre 2017 | Maggie & Bianca Fashion Friends  | [ 36 ] |
| Hong Kong          | Netflix               | 1 settembre 2017 | Maggie & Bianca Fashion Friends  | [ 37 ] |
| Filippine          | Netflix               | 1 settembre 2017 | Maggie & Bianca Fashion Friends  | [ 38 ] |
| Pakistan           | Netflix               | 1 settembre 2017 | Maggie & Bianca Fashion Friends  | [ 39 ] |
| Bangladesh         | Netflix               | 1 settembre 2017 | Maggie & Bianca Fashion Friends  | [ 40 ] |
| Egitto             | Netflix               | 1 settembre 2017 | Maggie & Bianca Fashion Friends  | [ 41 ] |
| Sudafrica          | Netflix               | 1 settembre 2017 | Maggie & Bianca Fashion Friends  | [ 42 ] |
| Panama             | Netflix               | 1 settembre 2017 | Maggie y Bianca amigas a la moda | [ 43 ] |
| Costa Rica         | Netflix               | 1 settembre 2017 | Maggie y Bianca amigas a la moda | [ 44 ] |
| Messico            | Netflix               | 2 settembre 2017 | Maggie y Bianca amigas a la moda | [ 45 ] |
| Argentina          | Netflix               | 2 settembre 2017 | Maggie y Bianca amigas a la moda | [ 46 ] |
| India              | Netflix               | 2 settembre 2017 | Maggie & Bianca Fashion Friends  | [ 47 ] |
| Grecia             | Nickelodeon           | 4 settembre 2017 | Maggie & Bianca Fashion Friends  | [ 48 ] |
| Corea del Sud      | Netflix               | 5 settembre 2017 | 매기 & 비앙카 패션 프렌즈        | [ 49 ] |
| Portogallo         | Biggs                 | 26 marzo 2018    | Maggie & Bianca Fashion Friends  | [ 50 ] |
| Slovenia           | POP TV                | 11 febbraio 2019 | Maggie & Bianca modni frendici   | [ 51 ] |